# Sozialberatung
Sozialberatung umfasst das sozialarbeiterische bzw. sozialpädagogische Beratungsangebot für Einzelne, Alleinerziehende oder Familien mit verschiedensten sozialen Problemstellungen. Im Mittelpunkt stehen das soziale System und Klienten mit ihren Bedürfnissen sowie die Lösungserarbeitung für Fragen und Probleme. Diese soziale und sozialrechtliche Beratung ist von einer juristischen Beratung zu unterscheiden, wobei sich in der Praxis Überschneidungen zeigen, die durch das Rechtsdienstleistungsgesetz ermöglicht bzw. abgedeckt sind.
Die fachliche Besetzung der Stellen erfolgt in der Regel durch Sozialarbeiter bzw. Sozialpädagogen mit abgeschlossener Hochschulbildung. Die Beratung erfolgt kostenlos, vertraulich, ggf. anonym und unabhängig von Weltanschauung und Religion.
Die Allgemeine Sozialberatung (ASb) soll ein sehr einfach zugängliches Angebot der Beratung und Begleitung, Hilfe und Unterstützung darstellen. ASb orientiert sich unmittelbar an Lösungen für vielfältige Problemlagen, ist erster Ansprechpartner und Clearingstelle, vielfach erster Zuhörer für Menschen und hält ein eigenes Spektrum unterschiedlicher Hilfearten und -formen im Rahmen eines ganzheitlichen Beratungsansatzes bereit.
Ähnlich dem Hausarztprinzip im Rahmen des Hilfesystems vermittelt die ASb als Generalist bei Bedarf auch an spezialisierte Fachdienste, managt und koordiniert unterschiedliche Unterstützungs- und Beratungsleistungen und -maßnahmen. Außerdem koordiniert der Dienst als Ergänzung professioneller sozialer Arbeit auch den Einsatz Ehrenamtlicher.
Auf diesem Hintergrund versteht sich ASb als Mentor für Menschen, denen es nicht gelingt, im vielfältigen Angebotsspektrum von Hilfen und gesetzlichen Ansprüchen eine Orientierung zu entwickeln. Sie begleitet Menschen, die mit der Komplexität des Alltags überfordert sind und die zur Regelung ihrer häufig multifaktoriell bedingten und umfassenden Problemlagen eine Reihe unterschiedlichster spezieller Fachdienste in Anspruch nehmen müssten und bereits damit selbst dann überfordert wären, wenn die Kooperation dieser Spezialisten optimal organisiert werden könnte. Zudem bedürfen nicht alle Fragen der Konsultation eines spezialisierten Fachdienstes. ASb bietet pragmatische und lösungsorientierte Hilfen bei der Durchsetzung individueller Rechte.
Wegen des geringen Spezialisierungsgrades und ihrer hohen Flexibilität, auf sich verändernde Bedarfslagen problem- und zeitnah reagieren zu können, wird die ASb häufig als Kernstück und Fundament eines Spektrums von Beratungsangeboten gesehen.

## Angebotsspektrum (Auswahl)
- Erste Anlauf-, Koordinations- und Vermittlungsstelle
- Clearing bei unklaren Zuständigkeiten oder Mehrfachproblematik
- Orientierungshilfen zu eigenverantwortlicher Lebensgestaltung (Gespräche, Beratung, Begleitung) sowie aktive Hilfestellung bei der Bewältigung von unterschiedlichen Alltagsproblemen (Hilfe zur Selbsthilfe)
- Gestaltung von Beratungs-, Unterstützungs- und Begleitungsprozessen mit Einzelnen oder Familien zur Stabilisierung der persönlichen, familiären und wirtschaftlichen Verhältnisse in schwierigen Lebenssituationen, etwa bei chronischer Erkrankung, Langzeitarbeitslosigkeit, im Alter, bei Behinderung
- Information und Beratung über existenzsichernde Hilfen, wie z. B. Leistungen nach SGB II (sogenanntes Hartz IV), SGB XII und anderer Sozialleistungsträger, finanzielle Hilfen durch den Träger oder die Beantragung von Stiftungsmitteln
- Hilfe bei der Beantragung sowie Unterstützung bei der Durchsetzung sozialer Hilfen bzw. Rechtsansprüche bei Ämtern und Institutionen („Anwaltsfunktion“, Interessenvertretung)
- Beratung und Hilfe zu wirtschaftlichen Fragen bei Arbeitslosigkeit, Sozialleistungsbezug oder längerer Erkrankung
- Hilfen zur Überwindung finanzieller Schwierigkeiten bei Überschuldung
- Vermittlung weiterer Hilfen unter Berücksichtigung des wohnraumbezogenen Umfeldes
- Ggf. Vermittlung an bzw. Einbezug von spezialisierten Fachdiensten (Eheberatung, Schuldnerberatung, Suchtberatung, Sozialpsychiatrischer Dienst u. a.)
- Einbezug ehrenamtlicher Helfer
- Weiterentwicklung von Kontakt- und Kooperationsstrukturen

Die konkrete Ausrichtung des Beratungsangebotes und die Schwerpunktsetzung der Arbeit richten sich nach dem bestehenden Hilfe- und Unterstützungsbedarf, der sonstigen bestehenden Hilfe- und Fachdienststruktur sowie dienstlichen Erfordernissen.
Innerhalb der Caritasverbände nennt sich der Dienst Allgemeine Sozialberatung (ASb). Abweichende (historische) Bezeichnungen lauten z. B. Allgemeine Soziale Beratung, Sozialberatung, Allgemeine Lebensberatung oder Allgemeiner Sozialdienst (ASD) – nicht zu verwechseln mit den gleichnamigen Angeboten (Allgemeiner Sozialer Dienst) vieler Jugendämter.
Das Dienstangebot findet sich i. d. R. in jeder größeren Stadt und jedem Landkreis beim jeweiligen Caritasverband. Auch in anderen Wohlfahrtsverbänden, z. B. dem Diakonischen Werk, gibt es ähnlich konzipierte soziale Beratungsstellen.
Auf Projektbasis bietet der Verein soziale Gesundheit e. V. im Bezirk Lichtenberg in mehreren Hausarztpraxen eine „Arztpraxisinterne Sozialberatung“ an. Das Projekt wird vom Bezirk finanziert, ab 2020 von der Stiftung Deutsche Klassenlotterie Berlin.
Die Betriebliche Sozialberatung ist ein spezielles Feld in der Sozialen Arbeit (siehe hierzu auch: Betriebliche Sozialarbeit in Deutschland und Betriebliche Sozialarbeit in der Schweiz).